# جوسيمار موريرا
جوسيمار موريرا هو لاعب كرة قدم برازيلي في مركز الهجوم، ولد في 7 يوليو 1988. لعب مع النادي الرياضي المركزي وباريلاس وان وريد بول براغانتينو ونادي سانتانيكوس أسوشيتد ونادي كروزيرو.